# SCMS
SCMS (ang. Serial Copy Management System) to system zabezpieczający przed nieograniczonym kopiowaniem nagrań w formacie cyfrowym. Powstał w odpowiedzi na pojawienie się urządzeń DAT (ang. Digital Audio Tape), które umożliwiały tworzenie cyfrowych kopii każdego materiału. Aktualnie system SCMS można znaleźć w urządzeniach CD, DAT, MD, DCC i innych wyposażonych w port cyfrowy (S/PDIF).

## Działanie
Sygnał cyfrowy audio w formacie SPDIF, używanym w domowych i półprofesjonalnych systemach audio, oprócz danych audio posiada kod cyfrowy zawierający:
- informacje o początku każdego utworu – tj. o miejscach, w których zaczyna się każda ścieżka dźwiękowa;
- informacje o typie źródła z którego pochodzi nagranie – CD, DAT, DCC, MD, źródło analogowe lub inne;
- znacznik określający czy jest to oryginał, czy kopia;
- znacznik określający czy kopiowanie jest dozwolone.

Ograniczenie kopiowania polega na ustawieniu znacznika kopiowania złożonego z dwóch bitów w kodzie cyfrowym oryginału i późniejszych kopii.
Znaczniki kopiowania:
- 00 = nieograniczone kopiowanie
- 11 = jedna kopia dozwolona
- 10 = brak możliwości kopiowania

Zasadniczo można wykonać kopię cyfrową płyty CD lub innego nośnika, ale nie można skopiować cyfrowo nośnika, który już jest kopią oryginału (posiada znacznik 10 – „brak możliwości kopiowania”).
Oczywiście można zrobić nieograniczoną liczbę kopii swoich własnych nagrań (bit 00). Można także zrobić analogowe kopie oryginalnych płyt cyfrowych, ponieważ system SCMS operuje tylko na zapisie cyfrowym.

## Historia
SCMS został stworzony z myślą o rynku amerykańskim, gdzie RIAA, powołując się na prawo autorskie, zabroniła sprzedaży urządzeń DAT. W opinii RIAA, tanie urządzenia cyfrowego zapisu, miały upowszechnić piractwo na ogromną skalę.
W 1987 roku zaproponowano pierwszy system antypiracki. Miał to być specjalny sygnał w wysokich częstotliwościach wprowadzany do utworu. Urządzenia miały wyszukiwać ten sygnał i jeśli nie był obecny w nagraniu, przyjmowały, że nagranie jest kopią i uniemożliwiały jego dalsze powielanie. Propozycja ta wywołała ostry sprzeciw między innymi ze strony Home Recording Rights Coalition (koalicja obrony praw nagrywania w domu) oraz dziennikarzy pism muzycznych i w efekcie nie udało się przeforsować tego rozwiązania. Nie udało się również wprowadzić żadnego urządzenia DAT na rynek amerykański ponieważ RIAA groziła pozwami za samą próbę wypuszczenia takiego sprzętu na rynek.
W końcu, w 1992 roku, RIAA i firmy elektroniczne wypracowały kompromis, który polegał na opodatkowaniu każdego czystego nośnika cyfrowego na rzecz RIAA i przymusowym wprowadzeniu systemu SCMS. Kompromis ten został zatwierdzony prawnie w odpowiedniej ustawie – Audio Home Recording Act.